# Mont-Sainte-Anne
Mont-Sainte-Anne is een wintersportgebied rondom Sainte-Anne-de-Beaupré dat zo'n 40 km ten noordoosten van de stad Québec in de provincie Québec in Canada ligt.
Er worden dan ook regelmatig grote skiwedstrijden georganiseerd. Zo werden de Wereldkampioenschappen alpineskiën junioren 2006 deels in Mont-Sainte-Anne gehouden worden, de overige wedstrijden vonden plaats in Le Massif. In de zomerperiode is het gebied regelmatig een van de locaties voor de wereldbeker mountainbike en ook de Wereldkampioenschappen mountainbike van 1998 en 2010 vonden er plaats.